# Lord Deputy van Ierland
De Lord Deputy was de vertegenwoordiger van de monarch en het hoofd van de Ierse uitvoerende macht onder Engels bewind, tijdens de heerlijkheid Ierland en vervolgens het koninkrijk Ierland. Vóór 1523 was hij de vervanger van de King's Lieutenant. 

## Lijst van Lords Deputy

### Heerlijkheid Ierland
- Thomas de la Dale (1365-1366)
- Thomas Mortimer (1382-1383)
- Thomas FitzGerald, graaf van Kildare (1454-1459)
- William Sherwood (1462)
- Thomas FitzGerald, graaf van Desmond (1463-1467)
- John Tiptoft, graaf van Worcester (1467-1468)
- Thomas FitzGerald, graaf van Kildare (1468-1475)
- William Sherwood (1475-1477)
- Gerald FitzGerald, graaf van Kildare (1477)
- Henry Gray, baron Gray of Codnor (1478-1479)
- Gerald FitzGerald, graaf van Kildare (1479-1494)
- Walter Fitzsimon, aartsbisschop van Dublin (1492)
- Robert Preston, burggraaf van Gormanston (1493-1494)
- Eduard Poynings (1494-1496)
- Gerald FitzGerald, graaf van Kildare (1496-1513)
- Gerald FitzGerald, graaf van Kildare (1513-1518)
- Maurice Fitzgerald
- Thomas Howard, graaf van Surrey (1520-1522)
- Piers Butler, graaf van Ormonde (1522-1524)
- Gerald FitzGerald, graaf van Kildare (1524-1529)
- William Skeffington (1529-1532)
- Gerald FitzGerald, graaf van Kildare (1532-1534)
- William Skeffington (1534-1535)
- Leonard Gray, burggraaf van Grane (1536-1540)

### Koninkrijk Ierland
- Anthony St Leger (1540-1548)
- Eduard Bellingham (1548-1549)
- Lord Justices (1549-1550)
- Anthony St Leger (1550-1551)
- James Croft (1551-1552)
- Lord Justices (1552-1553)
- Anthony St Leger (1553-1556)
- Thomas Radclyffe, graaf van Sussex (1556-1558)
- Nicholas Arnold (1564-1565)
- Henry Sidney (1565-1571)
- William FitzWilliam (1571-1575)
- Henry Sidney (1575-1578)
- Arthur Gray, baron Gray de Wilton (1580-1582)
- John Perrot (1584-1588)
- William FitzWilliam (1588-1594)
- William Russell, baron Russell of Thornhaugh (1594-1597)
- Thomas Burgh, baron Strabolgi (1597)
- Robert Devereux, graaf van Essex (1599)
- Charles Blount, baron Mountjoy (1600-1603)
- George Cary (1603-1604)
- Arthur Chichester, baron van Chichester (1605-1616)
- Oliver St. John (1616-1622)
- Henry Cary, burggraaf van Falkland (1622-1629)
- Thomas Wentworth, graaf van Strafford (1632-1640)
- Christoffel Wandesford (1640)
- Robert Sidney, graaf van Leicester (1640-1643)
- James Butler, hertog van Ormond (1644-1650)
- Henry Ireton (1650-1651)
- Charles Fleetwood (1652-1657)
- Henry Cromwell (1657-1658)
- Edmund Ludlow (1659-1660)
- George Monck, hertog van Albemarle (1660-1661)
- James Butler, hertog van Ormonde (1662-1668)
- Thomas Butler, graaf van Ossory (1668-1669)
- John Robartes, graaf van Radnor (1669-1670)
- John Berkeley, baron Berkeley of Stratton (1670-1672)
- Arthur Capell, graaf van Essex (1672-1677)
- James Butler, hertog van Ormonde (1677-1682)
- Richard Butler, graaf van Arran (1682-1684)
- James Butler, hertog van Ormonde (1684-1685)
- Lords Justices: 24 februari 1685
- Henry Hyde, graaf van Clarendon (1685-1687)
- Richard Talbot, graaf van Tyrconnell (1687-1688)